# Tatiane Sakemi
Tatiane Mayumi Sakemi (São Paulo, 22 de março de 1986) é uma nadadora brasileira, especialista no nado peito.

## Trajetória esportiva
Praticava ginástica artística quando sofreu uma fratura que a obrigou a fazer uma cirurgia no braço; foi-lhe, então, recomendado que praticasse natação para auxiliar na fisioterapia. Seu professor a levou para nadar no Círculo Militar.
Aos 14 anos foi para São Caetano do Sul, onde começou a se destacar no nado peito; depois de quatro anos, transferiu-se para o Esporte Clube Pinheiros.
Faz parte do Exército Brasileiro e, atualmente, nada pelo Sport Club Corinthians Paulista.
Em 2007 já detinha recordes sul-americanos nos 50 metros peito e 100 metros peito.
Participou dos Jogos Pan-Americanos de 2007 no Rio de Janeiro, ficando em sexto lugar nos 100 metros peito, em sétimo nos 200 metros peito, e seria medalha de bronze no 4x100 metros medley, mas acabou perdendo a medalha devido ao doping de Rebeca Gusmão.
Foi medalha de ouro nos 200 metros peito e de bronze nos 100 metros peito no Sul-Americano Absoluto de 2008; medalha de ouro nos 200 metros peito no Troféu Maria Lenk (Brasileiro Absoluto) de 2007 e 2008; medalha de ouro nos 100 metros peito no Troféu Maria Lenk 2007 e de prata em 2008; e medalha de prata nos 50 metros peito no Troféu Maria Lenk 2007 e de bronze em 2008.
Nos Jogos Olímpicos de Verão de 2008 realizados em Pequim, na China, participou das provas de 100 metros peito (39º lugar), 200 metros peito (40º lugar) e revezamento 4x100 metros medley (10º lugar). No revezamento 4x100 metros medley, ela bateu o recorde sul-americano junto com Fabíola Molina, Gabriella Silva e Tatiana Lemos, obtendo a marca de 4m02s61.
Participou do Campeonato Mundial de Esportes Aquáticos de 2009 em Roma, e ficou em 27º nos 50 metros peito, 35º nos 100 metros peito e 44º nos 200 metros peito.
Em 2009, bateu diversos recordes sul-americanos: em piscina olímpica, bateu o recorde dos 50 metros peito com 30s81, dos 100 metros peito com 1m07s67, e dos 200 metros peito com 2m29s46, todos em maio. Na piscina semi-olímpica, em novembro, bateu o recorde dos 50 metros peito com 30s50, dos 100 metros peito com 1m06s49 e dos 200 metros peito com 2m26s44.
No Mundial Militar realizado em 2010 em Warendorf, na Alemanha, ela obteve a medalha de prata nos 50 metros peito, nos 200 metros peito, no 4x100 metros medley, e a medalha de bronze nos 100 metros peito.
Participou do Campeonato Mundial de Natação em Piscina Curta de 2010 em Dubai, onde ficou em 17º lugar nos 50 metros peito, 26º nos 100 metros peito, foi desclassificada nos 200 metros peito e foi à final dos 4x100 metros medley, terminando em oitavo lugar.
Nos Jogos Pan-Americanos de 2011 em Guadalajara, ganhou a medalha de bronze no 4x100 metros medley; também ficou em sexto lugar nos 100 metros peito.

### Marcas importantes
Tatiane Sakemi é a atual detentora, ou ex-detentora, dos seguintes recordes:
Piscina olímpica (50 metros)
- Recordista sul-americana dos 50 metros peito: 30s81, tempo obtido em 8 de maio de 2009[11]
- Recordista sul-americana dos 100 metros peito: 1m07s67, tempo obtido em 9 de maio de 2009[12]
- Ex-recordista sul-americana dos 200 metros peito: 2m29s46, tempo obtido em 5 de maio de 2009[13]
- Ex-recordista sul-americana do revezamento 4x100 metros medley: 4m02s61, obtidos em 15 de agosto de 2008, com Fabíola Molina, Gabriella Silva e Tatiana Lemos[7]

Piscina semi-olímpica (25 metros)
- Recordista sul-americana dos 50 metros peito: 30s50, tempo obtido em 15 de novembro de 2009[14]
- Recordista sul-americana dos 100 metros peito: 1m06s49, tempo obtido em 14 de novembro de 2009[14]
- Recordista brasileira (ex-sul-americana) dos 200 metros peito: 2m26s44, tempo obtido em 15 de novembro de 2009[14]

Fonte: CBDA (Confederação Brasileira de Desportos Aquáticos)- http://www.cbda.org.br